# کیم جین کیونگ
کیم جین کیونگ (انگلیسی: Kim Jin-kyung؛ زادهٔ ۳ مارس ۱۹۹۷) مدل و بازیگر اهل کره جنوبی است. او حرفه بازیگری را در سال ۲۰۱۶ و با بازی در وب درام زرد آغاز کرد.